# Programmation du Dour Festival
 (juin 2025).
 (juin 2025).
La mise en forme du texte ne suit pas les recommandations de Wikipédia : il faut le « wikifier ».
Les points d'amélioration suivants sont les cas les plus fréquents :
- Les titres sont pré-formatés par le logiciel. Ils ne sont ni en capitales, ni en gras.
- Le texte ne doit pas être écrit en capitales (les noms de famille non plus), ni en gras, ni en italique, ni en « petit »…
- Le gras n'est utilisé que pour surligner le titre de l'article dans l'introduction, une seule fois.
- L'italique est rarement utilisé : mots en langue étrangère, titres d'œuvres, noms de bateaux, etc.
- Les citations ne sont pas en italique mais en corps de texte normal. Elles sont entourées par des guillemets français : « et ».
- Les listes à puces sont à éviter, des paragraphes rédigés étant largement préférés. Les tableaux sont à réserver à la présentation de données structurées (résultats, etc.).
- Les appels de note de bas de page (petits chiffres en exposant, introduits par l'outil «  Source ») sont à placer entre la fin de phrase et le point final[comme ça].
- Les liens internes (vers d'autres articles de Wikipédia) sont à choisir avec parcimonie. Créez des liens vers des articles approfondissant le sujet. Les termes génériques sans rapport avec le sujet sont à éviter, ainsi que les répétitions de liens vers un même terme.
- Les liens externes sont à placer uniquement dans une section « Liens externes », à la fin de l'article. Ces liens sont à choisir avec parcimonie suivant les règles définies. Si un lien sert de source à l'article, son insertion dans le texte est à faire par les notes de bas de page.
- La présentation des références doit suivre les conventions bibliographiques. Il est recommandé d'utiliser les modèles {{Ouvrage}}, {{Chapitre}}, {{Article}}, {{Lien web}} et/ou {{Bibliographie}}. Le mode d'édition visuel peut mettre en forme automatiquement les références.
- Insérer une infobox (cadre d'informations à droite) n'est pas obligatoire pour parachever la mise en page.

Pour une aide détaillée, merci de consulter Aide:Wikification.
Si vous pensez que ces points ont été résolus, vous pouvez retirer ce bandeau et améliorer la mise en forme d'un autre article.
Cet article présente la programmation du Dour Festival depuis sa création en 1989.

## Années 2020

### 2025
16, 17, 18, 19 et 20 juillet
Artistes présents
Programmation par scène, par jour et par ordre de passage :
| Last Arena                                                               | Last Arena                                       | Last Arena                                                                 | Last Arena                                          |
| Jeudi                                                                    | Vendredi                                         | Samedi                                                                     | Dimanche                                            |
| ------------------------------------------------------------------------ | ------------------------------------------------ | -------------------------------------------------------------------------- | --------------------------------------------------- |
| Lovelace Mairo Iseo & Dodosound Freeze Corleone Stormzy Brutalismus 3000 | The Brums Last Train La Femme SDM FKA Twigs Yeat | Primero Youssef Swatt's Bigflo et Oli The Streets Parcels Ascendant Vierge | Tshegue Maureen Polo & Pan Hamza Charlotte de Witte |

### 2024
17, 18, 19, 20 et 21 juillet
Artistes présents
Programmation par scène, par jour et par ordre de passage :
| Last Arena                                                                      | Last Arena                                                                   | Last Arena                                                             | Last Arena                                              |
| Jeudi                                                                           | Vendredi                                                                     | Samedi                                                                 | Dimanche                                                |
| ------------------------------------------------------------------------------- | ---------------------------------------------------------------------------- | ---------------------------------------------------------------------- | ------------------------------------------------------- |
| Ratigan Era Naâman Dinos James Blake Ice Spice Trym presents Millenium A/V show | KAU Charlotte Adigéry & Bolis Pupul (en) Skepta Kaaris Josman Chase & Status | Queen Omega (singer) (en) Puggy Protoje Rema Gazo NTO x Sofiane Pamart | Rori Kabaka Pyramid (en) SCH Oscar and the Wolf Justice |

### 2023
12, 13, 14, 15 et 16 juillet
Artistes présents
Programmation par scène, par jour et par ordre de passage :
| Last Arena                         | Last Arena                                      | Last Arena                        | Last Arena                                     |
| Jeudi                              | Vendredi                                        | Samedi                            | Dimanche                                       |
| ---------------------------------- | ----------------------------------------------- | --------------------------------- | ---------------------------------------------- |
| Ada Oda Pongo CKay Meute The Blaze | Biig Piig Tokischa PLK Lomepal Paul Kalkbrenner | Σtella Meryl dEUS Phoenix Orelsan | Peet Blaiz Fayah Denzel Curry Damso Aphex Twin |

### 2022
Annulations : Greentea Peng (remplacée par Sylvie Kreusch), Ghostface Killah, Gunna, Nia Archives (remplacée par The Caracal Project), DJ EZ (en) (remplacé par Goldie qui annule lui-même), Morad, Honey Dijon (remplacée par DJ Boring)
Artistes présents
Programmation mercredi : Charlotte Adigéry & Bolis Pupul (en) • Parcels • Nyege Nyege • Caballero & JeanJass • Jazzy Bazz • The Bug (Kevin Martin (British musician) (en) • ECHT !
Programmation par scène, par jour et par ordre de passage :
| Last Arena                                          | Last Arena                          | Last Arena                              | Last Arena                                 |
| Jeudi                                               | Vendredi                            | Samedi                                  | Dimanche                                   |
| --------------------------------------------------- | ----------------------------------- | --------------------------------------- | ------------------------------------------ |
| KT Gorique Trippie Redd Booba Chase & Status DJ set | City Morgue Rico Nasty Disiz Laylow | Juicy Lala &ce Niska Angèle KAS:ST live | Poupie Loyle Carner Roméo Elvis Vald Flume |

## Années 2010

### 2019
10, 11, 12, 13 et 14 juillet
Annulations : Agar Agar, ASAP Rocky (remplacé par Schoolboy Q)
Programmation par scène, par jour et par ordre de passage :
| Last Arena                                             | Last Arena                                           | Last Arena                                  | Last Arena |
| Jeudi                                                  | Vendredi                                             | Samedi                                      | Dimanche |
| ------------------------------------------------------ | ---------------------------------------------------- | ------------------------------------------- | --- |
| Tank and the Bangas Vince Staples Orelsan Cypress Hill | Le 77 Youssoupha Vald Rae Sremmurd Disclosure dj set | MNNQNS Montevideo Skepta Damso Parov Stelar | Lord Esperanza Juicy x The Bravo Brass Band feat. Darrell Cole Action Bronson Roméo Elvis Schoolboy Q Mr Oizo w special guest Flat Eric |

### 2018
11, 12, 13, 14 et 15 juillet
Artistes présents
Programmation mercredi : Action Bronson • Diplo • DJ Premier • Jon Hopkins live • Modeselektor dj set • Mr Oizo • Selah Sue acoustic • GANGUE (La Fine Équipe, Haring & Fulgeance) • Lil Xan • Asa Moto • Bolis Pupul • Charlotte Adigéry • Future Sound of Antwerp • Jubilee b2b Madam X • Juicy • King Doudou • Klanken • Le 77 • Phillipi & Rodrigo • Jillionaire
Programmation par scène, par jour et par ordre de passage :
| Last Arena                                                 | Last Arena                                                                       | Last Arena                                        | Last Arena                               |
| Jeudi                                                      | Vendredi                                                                         | Samedi                                            | Dimanche                                 |
| ---------------------------------------------------------- | -------------------------------------------------------------------------------- | ------------------------------------------------- | ---------------------------------------- |
| Hollie Cook Angèle Joey Badass Booba The Chemical Brothers | L'Or du Commun Caballero & JeanJass Protoje & The Indiggnation Soulwax Mura Masa | Ken Boothe MHD L'Entourage alt-J Paul Kalkbrenner | FIDLAR Big Boi Nekfeu Tyler, The Creator |

### 2017
12, 13, 14, 15 et 16 juillet

Annulations : Solange (remplacée par Gucci Mane), Earl Sweatshirt et Israel Vibration (remplacés par Lomepal et Coely), AJ Tracey, Grandaddy
Artistes présents,
 Programmation Mercredi : Throes + The Shine • Popcaan
Programmation par scène, par jour et par ordre de passage,,, :
| Last Arena  | Last Arena | Last Arena | Last Arena                                                                        | Last Arena                                      |
| Mercredi    | Jeudi | Vendredi | Samedi                                                                            | Dimanche                                        |
| ----------- | --- | --- | --------------------------------------------------------------------------------- | ----------------------------------------------- |
| Vald M.I.A. | Atomic Spliff Coely Bruxelles arrive Roméo Elvis Caballero Le Motel JeanJass L'Or du Commun La Smala Lomepal Isha Krizy Zwangere Guy Lord Gasmique /// Wax Tailor Vitalic ODC live Gucci Mane | Uman Manudigital live + Queen Omega (singer) (en) + Taiwan MC + Solo Banton Anne-Marie Two Door Cinema Club Nas Noisia ‘Outer Edges’ | Jahneration Lomepal Stand High Patrol De La Soul + live band Phoenix Die Antwoord | Jessie Reyez Taïro Naâman Metronomy PNL Justice |

### 2016
13, 14, 15, 16 et 17 juillet
Annulations : Roots Manuva (remplacé par Compact Disk Dummies (en)), DJ Nigga Fox
Programmation mercredi : Netsky live • Salut c'est cool • The Vaccines • Baloji • La Colonie de vacances • Jungle by Night
Programmation par scène, par jour et par ordre de passage,,, :
| Last Arena                                                                 | Last Arena                                                        | Last Arena                                                                                               | Last Arena                                                        |
| Jeudi                                                                      | Vendredi                                                          | Samedi                                                                                                   | Dimanche                                                          |
| -------------------------------------------------------------------------- | ----------------------------------------------------------------- | --- | ----------------------------------------------------------------- |
| Senamo & Seyté (La Smala) MHD ASAP Ferg Wiz Khalifa Rudimental The Prodigy | Dalton Télégramme Sharko Biga Ranx Mobb Deep Fakear Birdy Nam Nam | City Kay Yaniss Odua & Artikal band Gramatik Harrison Stafford & The Professor crew Sigur Rós Underworld | Kel Assouf Akro DJ Premier & The Badder Danakil Pixies Boys Noize |

### 2015
15, 16, 17, 18 et 19 juillet
Annulations : High Contrast (en) (remplacé par Icicle & Stamina MC (en)), Skepta (remplacé par Jme (musician) (en)), Pusha T (remplacé par Hudson Mohawke)
Programmation par scène, par jour et par ordre de passage :

| Last Arena                                              | Last Arena | Last Arena | Last Arena                                                                                             | Last Arena                                                                 |
| Mercredi                                                | Jeudi | Vendredi | Samedi                                                                                                 | Dimanche                                                                   |
| ------------------------------------------------------- | --- | --- | --- | -------------------------------------------------------------------------- |
| Gallow Street La Smala Jungle SBTRKT 2 Many DJ's DJ set | Soviet Suprem Tokyo Ska Paradise Orchestra Rival Sons The Underachievers Siriusmodeselektor live Mark Ronson DJ set Flume | À notre Tour feat. Lomepal, Caballero, La Smala, Exodarap, J.C.R. & Ysha Drenge (band) (en) Tony Allen Review feat. Damon Albarn & Oxmo Puccino The Wombats C2C DJ Fresh | Old Jazzy Beat Mastazz Resonators (band) (en) Horace Andy Protoje & The Indiggnation Goose Lauryn Hill | The Very Best Tiken Jah Fakoly Youssoupha The Strypes Santigold Snoop Dogg |

### 2014
17, 18, 19 et 20 juillet
Annulations : Ta-ku, Thick As Blood et Death Angel
Programmation par scène, par jour et par ordre de passage :
| Last Arena                                                                 | Last Arena                                                                                       | Last Arena                                                         | Last Arena |
| Jeudi                                                                      | Vendredi                                                                                         | Samedi                                                             | Dimanche |
| -------------------------------------------------------------------------- | ------------------------------------------------------------------------------------------------ | ------------------------------------------------------------------ | --- |
| Rocket Ship The Slackers Blood Red Shoes Soulfly Détroit Bonobo Mac Miller | Psycho 44 (nl) Skip the Use Raekwon Within Temptation Nas (performing Illmatic) Paul Kalkbrenner | OPMOC Admiral T Steel Pulse Cypress Hill Girls in Hawaii The Hives | Dalton Telegramme Clinton Fearon & Boogie Brown Band Dub Inc Casseurs Flowters Kaiser Chiefs Phoenix Boys Noize |

### 2013
18, 19, 20 et 21 juillet
Annulations : Iggy Azalea et Freddie Gibbs (remplacé par Chuck Inglish (en)).
Programmation par scène, par jour et par ordre de passage, :
| Last Arena                                                                       | Last Arena                                                                      | Last Arena                                                                                         | Last Arena                                    |
| Jeudi                                                                            | Vendredi                                                                        | Samedi                                                                                             | Dimanche                                      |
| -------------------------------------------------------------------------------- | ------------------------------------------------------------------------------- | -------------------------------------------------------------------------------------------------- | --------------------------------------------- |
| La Chiva Gantiva The Skints The Aggrolites Tomahawk Yeah Yeah Yeahs Wu-Tang Clan | Hippocampe Fou La Coka Nostra Danko Jones Hatebreed The Vaccines Sub Focus live | Skarbone 14 Antwerp Gipsy-Ska Orkestra (nl) ERM & Lee Scratch Perry Mass Hysteria U Roy Jurassic 5 | Yew Raggasonic Tryo IAM The Smashing Pumpkins |

### 2012
12, 13, 14 et 15 juillet
Annulations : Third World, BadBadNotGood, KOAN Sound (en) et Lionheart.
Programmation par scène, par jour et par ordre de passage :
| Last Arena                                                                           | Last Arena                                                                                | Last Arena                                                                   | Last Arena |
| Jeudi                                                                                | Vendredi                                                                                  | Samedi                                                                       | Dimanche |
| ------------------------------------------------------------------------------------ | ----------------------------------------------------------------------------------------- | ---------------------------------------------------------------------------- | --- |
| Kaer (Starflam) La Ruda The Black Box Revelation Selah Sue Franz Ferdinand Nero live | Doomtree (en) 1995 Roots Manuva Dinosaur Jr. Ministry Black Star (Mos Def et Talib Kweli) | BaliMurphy Les Fils de Teuhpu Andrew Tosh Nada Surf Bon Iver Dilated Peoples | The Computers (en) Sexion d'assaut The Abyssinians Tiken Jah Fakoly The Flaming Lips The Bloody Beetroots DJ set |

### 2011
14, 15, 16 et 17 juillet
Le festival accueille pour la troisième fois la finale du championnat belge d'air guitar.
Programmation par scène, par jour et par ordre de passage :
| Last Arena                                                                             | Last Arena                                                                 | Last Arena | Last Arena                                                                     |
| Jeudi                                                                                  | Vendredi                                                                   | Samedi | Dimanche                                                                       |
| -------------------------------------------------------------------------------------- | -------------------------------------------------------------------------- | --- | ------------------------------------------------------------------------------ |
| Buenas Ondas Systema Solar (en) Misteur Valaire Channel Zero Kyuss Lives! Cypress Hill | Les Hurlements d'Léo Papa Roach Ice Cube Mogwai Pulp Vitalic V Mirror live | Wahwahsda (nl) Johnny Clarke Les Ogres de Barback Groundation Tribute to Bob Marley Pennywise Suede House of Pain | Los Petardos Alborosie Soprano Gaëtan Roussel Public Enemy AaRON Pendulum live |

### 2010
15, 16, 17, 18 juillet
Le festival accueille pour la seconde fois la finale du championnat belge d'air guitar.
Programmation par scène, par jour et par ordre de passage :
| Last Arena | Last Arena                                                                                        | Last Arena | Last Arena                                                                             |
| Jeudi | Vendredi                                                                                          | Samedi | Dimanche                                                                               |
| --- | ------------------------------------------------------------------------------------------------- | --- | -------------------------------------------------------------------------------------- |
| Superamazoo Mintzkov (en) New York Ska-Jazz Ensemble Eiffel The Maccabees Faith No More Simian Mobile Disco live | Customs Los Campesinos! The Futureheads Absynthe Minded The Subways Fun Lovin' Criminals Shameboy | Lower Than Atlantis The Mahones Les Sales Majestés Mass Hysteria Raggasonic De La Soul & Rhythm Roots Allstars Étienne de Crécy live | Isola Baddies Melissa Auf der Maur Tinariwen The Raveonettes Ghinzu Calvin Harris live |

## Années 2000

### 2009
16, 17, 18 et 19 juillet
Le festival accueille la finale du championnat belge d'air guitar.
Artistes présents :
Jeudi : Andy C, Audion, Tryo, Santigold, deadmau5, The Jim Jones Revue, Chase and Status, Daniel Haaksman, Papa Dada, MSTRKRFT, TC, Amenra, Pascale Picard, Les Fatals Picards, Cocoon, Matthew Herbert, The Qemists, The Aggrolites, Noisia, Isis...
Vendredi : Diplo, Maluca, The Proxy, Animal Collective, L-Vis 1990, Deerhoof, Fuck Buttons, Dub Inc, Tokyo Ska Paradise Orchestra, Killing Joke, Sepultura, Karkwa, …And You Will Know Us by the Trail of Dead, The Rascals, Richard Devine, Caravan Palace, Babylon Circus, The Dillinger Escape Plan, Zone Libre vs. Casey & Hamé (L’Angle Mort), Mercury Rev, Au Revoir Simone, Digitalism, Does It Offend You, Yeah?, Feadz, Vive la fête, The Red Chord, I'm from Barcelona, St. Vincent, Rinôçérôse, WhoMadeWho, Bogdan Raczynski, Mad Professor Electronic Dub Show, The Bush Chemists (en) meets The Dubateers, Murphy's Law, De Staat...
Samedi : Thunderheist, Dropkick Murphys, IAM, Gong, Mixhell, Dusty Kid, O'Death (en), 65daysofstatic, Kap Bambino, Craze And Klever, Alborosie, Pet Shop Boys, Don Rimini, Luke Slater’s Planetary Assault Systems, Gojira, Roots Manuva, The Death Set (en), Late of the Pier, U Roy & Pablo Moses, Danakil, Arbouretum (en), Malibu Stacy, The Gaslight Anthem, Winston McAnuff, Jazzanova, The Dodos, Comeback Kid, Lionheart, Fakkelbrigade (nl), I Like Trains, Bitty McLean with Sly & Robbie...
Dimanche : Aphex Twin + Hecker, Crystal Castles, Caribou, Kery James, Psy 4 de la rime, Venetian Snares, Assassin, De Jeugd van Tegenwoordig, Soldout, Fat Freddy's Drop, Stuck in the Sound, Anthony B, Médine, Bob Log III, Jamie Lidell, The Experimental Tropic Blues Band, Boss Hog, Missill, Buju Banton, Naive New Beaters, Mr.Vegas (en), Heideroosjes, An Albatross, La Swija...

### 2001
5, 6, 7 et 8 juillet

200 groupes
Artistes présents :
- Last Arena : Mauro, De Mens, Das Pop, Nashville Pussy, Jon Spencer Blues Explosion, Iggy Pop, Morgan Heritage, The Gladiators, Paul Eliott, Massilia Sound System, Alpha Blondy, Mr. Vegas (en), Krewcial, Assassin, Jurassic 5, Sizzla, Fonky Family, Starflam, Horace Andy, Run DMC...
- Red Frequency stage : DJ Krush, Benjamin Diamond, Luke Slater, The Orb, Badmarsh & Shri, Orishas, Marcel et son orchestre, Bob Log III, eX-Girl, Fred and the Healers, Sharko, Fantômas, Starfighters (band) (en), Ghinzu, Add N to (X), My Vitriol, Blonde Redhead, Phoenix, Therapy?...
- La Petite Maison dans la Prairie : Psychonauts, Bertrand Burgalat, Tom Barman, Ladytron, Flying Dewaele Brothers, Zion Train, Jah Shaka, Selecter Dday, Reiziger, Appliance (en), DAAU, Spoon, My Little Cheap Dictaphone, Live Human, The Married Monk, Chokebore...
- Cannibal Blue Stage : Janet Adkins, Peaches, The Young Gods, Alec Empire live, Amen, The Damned, High Voltage, Elvis Cover, Napalm Death, Ignite, Queen Cover, Cloclo Covers, Citizen Pain, Hitch, Enhancer, Spor, Billy Ze Kick...
- Breezer shaker : Le Peuple de l'herbe, DJ Pierre, Snooze, Morpheus, Tim Simenon, Afrika Bambaataa, Tommy Boy, Dan The Automator, Disiz la Peste...
- Magic Tent : Acid Kirk, Yuri Winona Airbag, Mickey 3D, Zop Hopop, Miam Monster Miam, Françoiz Breut, The Little Rabbits, Pink Satellite, Gojira, Mad Sin, L'Esprit du clan, Angel Crew...

## Années 1990
| Année | Artistes |
| ----- | --- |
| 1999  | Amadou et Mariam, Ben Harper, Daan, Faudel, Ozark Henry, Queens of the Stone Age, Plastikman, Luke Slater        |
| 1998  | Faithless |
| 1997  | De la Soul, Dave Clarke, CJ Bolland                                                                              |
| 1996  | Coolio, Assassin, Suprême NTM, GZA, Beck, Iggy Pop, Placebo, No Doubt, Ministry, DJ Pierre, St Germain, Stuck Up |
| 1995  | The Ramones |
| 1994  | Blur, Zebda, Tool, Massilia Sound System, Pulp, No One Is Innocent, dEUS, Rollins Band...                        |
| 1993  | Roadrunners, Miranda Sex Garden, Noir Désir, Urban Dance Squad, Les Wampas (30 groupes sur 2 jours)              |
| 1992  | Litfiba... |
| 1991  | De la Soul, Les Garçons bouchers...                                                                              |
| 1990  | Jean-Louis Aubert, Arno, Noir Désir, Sttellla...                                                                 |

## 1989 (1ère édition)
16 septembre
Bernard Lavilliers, Star Light, Gangsters d'amour, Les Innocents, Les Tricheurs, Gamine, Les Naufragés, Daddy Long Legs

### Sources Dour
1. ↑  « Publication de Dour Festival », sur Facebook officiel, 2025 (consulté le 23 juillet 2025)
2. 1 2 3 4 5  Site officiel
3. ↑  « Publication de Dour Festival », sur Facebook officiel, 2022 (consulté le 11 mars 2025)
4. ↑  « Publication de Dour Festival », sur Facebook officiel, 2022 (consulté le 11 mars 2025)
5. ↑  « Line-up update ! », sur Facebook officiel, 2022 (consulté le 11 mars 2025)
6. ↑  « Publication de Dour Festival », sur Facebook officiel, 2022 (consulté le 16 mars 2025)
7. ↑  https://fr-fr.facebook.com/dourfestival/posts/10161901608960257?__tn__=-R
8. ↑  https://fr-fr.facebook.com/dourfestival/videos/551668411904769/?__tn__=-R
9. ↑  https://fr-fr.facebook.com/dourfestival/videos/825291061186884/?__tn__=-R
10. ↑  https://fr-fr.facebook.com/dourfestival/posts/line-up-update-aujourdhui-jupiler-boomboxaj-tracey-vient-de-nous-annoncer-quil-n/10158963587980257/
11. ↑  « Timetable Thursday », sur Facebook officiel de Dour, 2017 (consulté le 2 mai 2021)
12. ↑  « Timetable Friday », sur Facebook officiel de Dour, 2017 (consulté le 2 mai 2021)
13. ↑  « Timetable Saturday », sur Facebook officiel de Dour, 2017 (consulté le 2 mai 2021)
14. ↑  « Timetable Sunday », sur Facebook officiel de Dour, 2017 (consulté le 2 mai 2021)
15. ↑  Dour, « Programme », Doureuuuh!, no 5,‎ 14 juillet 2016, p. 2 (lire en ligne)
16. ↑  Dour (Édito La Voix du Nord et De Standaard, « Programme », Doureuuuh!, no 6,‎ 15 juillet 2016, p. 2 (lire en ligne)
17. ↑  Dour (Édito Moustique, « Programme », Doureuuuh!, no 7,‎ 16 juillet 2016, p. 2
18. ↑  Dour, « Programme », Doureuuuh!, no 8,‎ 17 juillet 2016, p. 2
19. ↑  Dour, « Remplacement », Doureuuuh!, no 1,‎ 16 juillet 2015, p. 1 (lire en ligne)
20. ↑  Dour, « Doureuuuh! », sur issuu.com, 2015 (consulté le 13 mars 2025)
21. ↑  https://twitter.com/dourfestival/status/474476787276460032
22. ↑  https://twitter.com/dourfestival/status/352746138706776064
23. ↑  https://www.facebook.com/login/?next=https%3A%2F%2Fwww.facebook.com%2Fdourfestival%2Fposts%2F10153015752465257
24. ↑  « Line-up 2013 », sur Facebook officiel, 2013 (consulté le 16 mai 2021)
25. 1 2 3 4  « 2012 Line-up », sur Facebook officiel de Dour, 2012 (consulté le 15 mai 2021)